# Berner Übereinkunft zum Schutz von Werken der Literatur und Kunst

Verbandsländer

Die Berner Übereinkunft zum Schutze von Werken der Literatur und Kunst ist ein völkerrechtlicher Vertrag, der 1886 in Bern angenommen wurde.

## Geschichte und Inhalt
Die am 9. September 1886 von zehn Staaten unterzeichnete und zunächst in acht Staaten (Belgien, Deutschland, Frankreich, Großbritannien, Italien, Schweiz, Spanien und Tunesien) am 5. Dezember 1887 in Kraft getretene Berner Übereinkunft begründete zum ersten Mal die Anerkennung des Urheberrechts zwischen souveränen Nationen. Sie war auf Veranlassung von Victor Hugo erarbeitet worden. Vor ihrer Ratifizierung lehnten es Staaten häufig ab, Werke anderer Nationen als geschützt zu behandeln. So konnte beispielsweise ein in London publiziertes Werk, das in Großbritannien unter Schutz stand, in Frankreich frei verbreitet werden und umgekehrt.
In der Folgezeit kam es zu mehreren Revisionen. Seit 1908 spricht man daher von der Revidierten Berner Übereinkunft (RBÜ). Österreich trat dem Vertrag 1920 bei, gemäß Artikel 239 des Vertrags von St. Germain.
Die Berner Übereinkunft sieht in Artikel 5.1 vor, dass jeder Vertragsstaat den Schutz an Werken von Bürgern anderer Vertragspartner genauso anerkennt wie den Schutz von Werken der eigenen Bürger (Inländerbehandlung). Diese Gleichstellung ausländischer Urheber mit inländischen Urhebern erübrigt, hier nach den ausländischen Schutzvorschriften zu forschen. Der Schutz erfolgt gemäß der Berner Übereinkunft automatisch, das heißt, es wird keine Registrierung und kein Copyright-Vermerk vorausgesetzt.
Die (R)BÜ garantiert eine Schutzdauer von mindestens fünfzig Jahren über den Tod des Urhebers (post mortem auctoris) hinaus. Den Vertragsstaaten steht es offen, diese Zeitspanne zu verlängern. Beispielsweise hat die Europäische Union 1993 in ihrem Bestreben zur Harmonisierung des Urheberrechtsschutzes diese Periode auf 70 Jahre verlängert. Die Vereinigten Staaten folgten diesem Beispiel mit dem Sonny Bono Copyright Term Extension Act von 1998.
Die USA weigerten sich ursprünglich, der Berner Übereinkunft beizutreten, da dies größere Änderungen in ihrem Urheberrecht vorausgesetzt hätte (insbesondere bezüglich des Urheberpersönlichkeitsrechtes und der Registrierung von zu schützenden Werken). Deshalb wurde 1952 das Welturheberrechtsabkommen (Universal Copyright Convention, UCC) der UNESCO angenommen, welches diese Bedenken minderte. Seit 1. März 1989 gilt die Berner Übereinkunft aber auch dort.
Seit 1967 wird die Berner Übereinkunft von der Weltorganisation für geistiges Eigentum (WIPO) verwaltet.
Die Welthandelsorganisation (WTO) hat in der Uruguay-Runde das Abkommen über handelsbezogene Aspekte der Rechte des geistigen Eigentums (Agreement on Trade-Related Aspects of Intellectual Property Rights, TRIPS) für ihre Mitgliedstaaten obligatorisch eingeführt. Da die allermeisten Staaten Mitglieder der WTO sind, sind auch Nichtunterzeichner der Berner Übereinkunft verpflichtet, einen großen Teil ihrer Bedingungen zu akzeptieren.